# Tympanogaster buffalo
Tympanogaster buffalo är en skalbaggsart som beskrevs av Perkins 2006. Tympanogaster buffalo ingår i släktet Tympanogaster och familjen vattenbrynsbaggar. Inga underarter finns listade i Catalogue of Life.